# Hity a skorohity
Hity a skorohity (2008) je kompilace písni autorské dvojice Jaroslava Uhlíře a Zdeňka Svěráka. Jednotlivé skladby nezpívali jen tito dva umělci, ale například také Jiří Schelinger, Hana Zagorová, Jana Kratochvílová či Karel Gott a Lucie Bílá.

## Seznam písniček

### První disk
1. „Ani k stáru…“
2. „Elektrický valčík“
3. „Severní vítr“
4. „Jabloňový list“
5. „Mám nejhoršího koně“
6. „Z OPBH na LVT“
7. „Láska hory přenáší“
8. „Začínám končit“
9. „V čudu“
10. „Trpasličí svatba“
11. „Šel nádražák na mlíčí“
12. „Déšť bubnuje na lepenku“
13. „Permanentní skluz“
14. „Já se vznáším“
15. „Mokré plavky“
16. „Poníci“
17. „Noc do kapsy“
18. „Vlaková holka“
19. „Semiška“
20. „Prolhané Karel“

### Druhý disk
1. „Jestli to nebude láska?“
2. „Panský kočí“
3. „Meliorační“
4. „Dáme klukovi školy“
5. „Jsem nádraží“
6. „Soňa ví“
7. „Sobolí čepička“
8. „Kluci, kluci s klukama“
9. „Klavírista“
10. „Mniši jsou tiší“
11. „Topné období“
12. „Recepční“
13. „To je hezky“
14. „Ztráty a nálezy“
15. „Vlnitý plech“
16. „Černobílé filmy“
17. „Přečkáme déšť“
18. „Vzpomínka na Ježka“
19. „Hospůdka“
20. „Holubí dům“
21. „Malá fantazie na píseň Holubí dům“ (bonus)